# 俄罗斯总理
俄罗斯总理，正式名称为俄罗斯联邦政府主席（俄语：Председатель Правительства），中文也称俄罗斯联邦政府总理或俄罗斯联邦总理，是俄罗斯联邦政府的首脑，俄罗斯国家的行政权力被俄罗斯总统和總理所共同分享，但总理职权上较总统小。

## 簡介
在帝俄时代，俄罗斯帝国大臣会议主席，也可称为首相，由沙皇任命，不能分享权力。在苏联时代，政府首脑是人民委员会主席（1946年前）和部长会议主席（1946年后）。今日的俄罗斯总理由俄罗斯总统提名，国家杜马通过后任命。如果议会否决总理提名，总统必须提名其他人选。如果议会连续否决三名人选，总统就必须解散议会，重新大选。总统有权解除总理职务。总统换届后，总理必须率领内阁总辞，新任总统重新提名总理人选。在总统死亡或者辞职、解职时，总理作为第一顺位继任人担任临时总统职务。2020年俄羅斯修改憲法，規定總理、內閣其他成員由國家杜馬推薦、總統任命。

## 外部連結
- （俄文）俄羅斯總理府（页面存档备份，存于）